# Kartuizerpomp

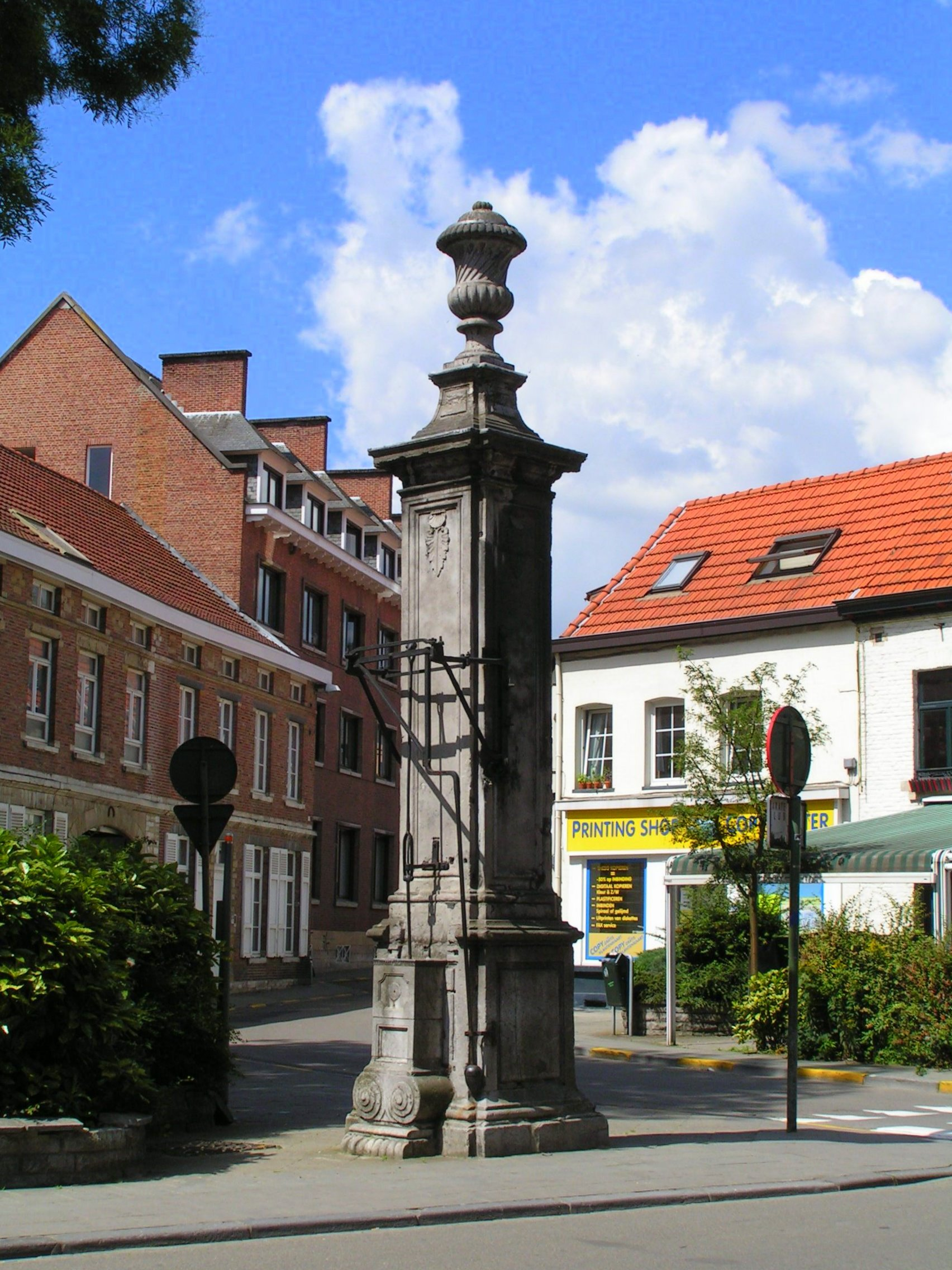
Kardinaal Mercierplein in Leuven

De Kartuizerpomp was een openbare waterpomp in Leuven, op het Kardinaal Mercierplein. Dit plein vormt het kruispunt van de Tiensestraat en de Vlamingenstraat.

## Historiek
De Kartuizerpomp, een grote, blauwe versierde hardsteen met kraantje en schacht, stond oorspronkelijk in het Kartuizerklooster van Leuven. Op 25 april 1783 schafte keizer Jozef II deze Chartreux af, zoals hij deed met andere kloosters in de Oostenrijkse Nederlanden. Het klooster was in verval door openbare verkopen, vandalisme en verwaarlozing. 
In 1799 liet het stadsbestuur de waterpomp naar haar huidige plaats verhuizen, midden in de stad. De toenmalige naam van het plein was Snellenmarkt, Snelle-markt of Potterijmarkt. 'Snelle' is immers een andere naam voor pot, kruik en aardewerk. De reden van de verhuis was het verfraaien van de leegte die er een jaar eerder ontstaan was. In 1798 had het Frans bestuur van Leuven namelijk het Sint-Annakapelletje boven de waterput afgebroken.

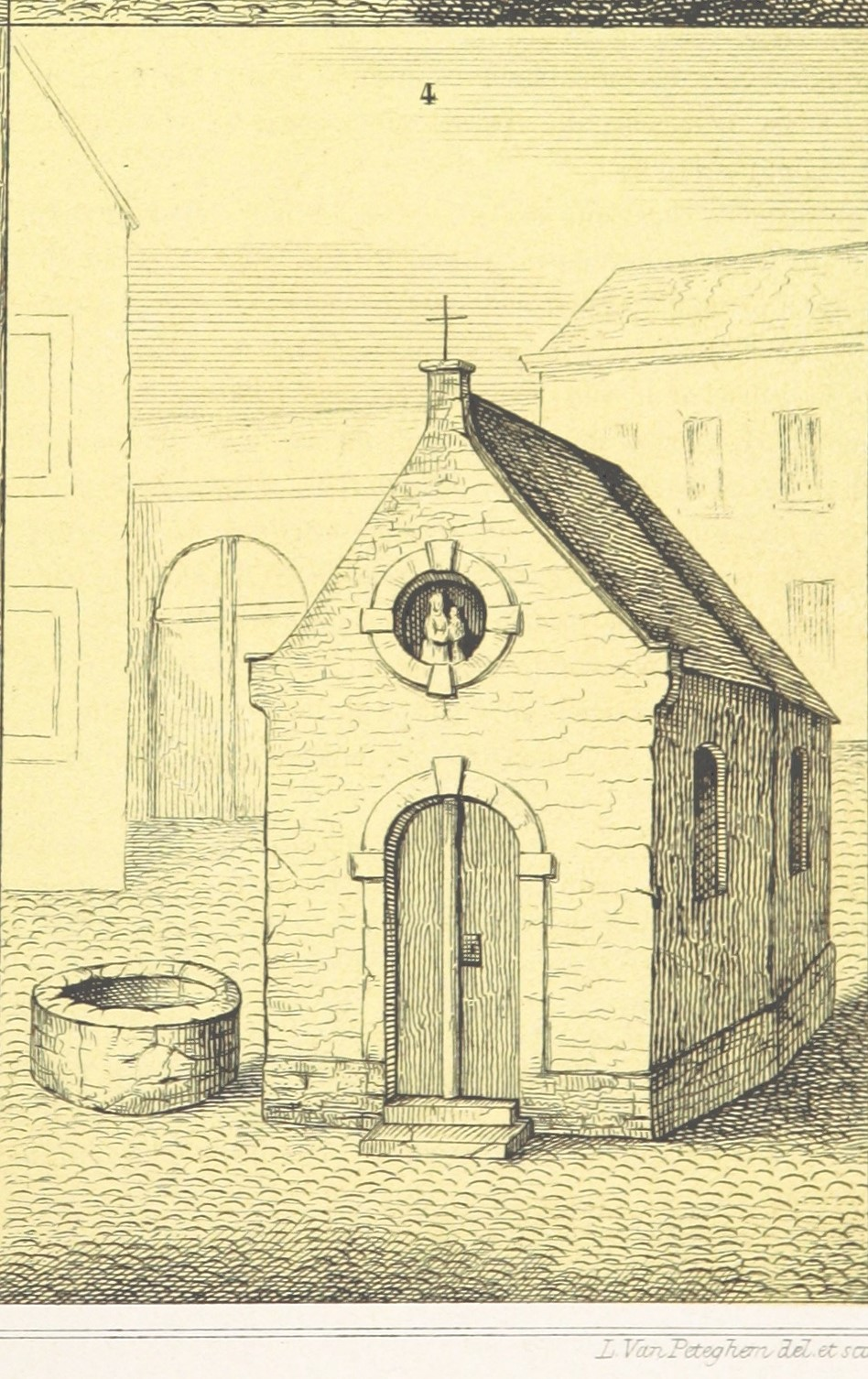
Voormalige Sint-Annakapel op deze plek